# Harrison Graham
Harrison Frank “Marty” Graham (9 de septiembre de 1959) es un asesino en serie estadounidense que asesinó a siete mujeres en Filadelfia, Pensilvania, entre mediados de 1986 y mediados de 1987, y guardó sus restos en su apartamento. En 1988, fue declarado culpable de todos los cargos y recibió la pena de muerte, pero dicha pena fue posteriormente conmutada a cadena perpetua. Graham vivía aproximadamente a dos kilómetros de otro asesino, Gary M. Heidnik, quien también fue arrestado durante el mismo período de tiempo por crímenes similares.

## Biografía
Harrison Graham nació el 9 de septiembre de 1959 en Filadelfia, siendo el mayor de cinco hijos. En su infancia mostró señales de discapacidad intelectual, a raíz de lo cual tuvo problemas de rendimiento académico y disciplina en la escuela. Graham asistió a la Escuela Secundaria de Olney, pero se vio obligado a abandonarla después del 10° grado debido a sus bajas calificaciones y un alto índice de absentismo. Más adelante, en 1971, su madre sostuvo que Harrison fue diagnosticado con un trastorno mental, razón por la que tuvo que pasar dos años en un centro psiquiátrico infantil, aunque esto no ha sido verificado. A principios de la década de 1970, Graham se incorporó al mundo laboral, y en el transcurso de los años siguientes dominó varios oficios en el sector de la construcción, con los que se ganó una buena reputación. En 1979, se marchó de la casa de sus padres y se mudó al norte de Filadelfia, donde encontró alojamiento en un vecindario asolado por la pobreza y la delincuencia. Durante este período, Graham comenzó a consumir alcohol y drogas y a pasar tiempo entre proxenetas y prostitutas. Si bien era un hombre alto y de complexión atlética, no se le consideraba violento con los demás y nunca fue procesado por ningún delito. En 1983, Graham alquiló un apartamento en un complejo de viviendas con espacios vacíos en su mayoría. Con el objetivo de aislar una pequeña sección del estacionamiento cerca del edificio, un grupo de residentes, entre los que se encontraba Graham, levantaron pequeños muros con dos ventanas pequeñas, mediante las cuales compraban drogas. En los cuatro años siguientes, Graham convirtió su apartamento en una guarida de drogas, frecuentada por amigos y conocidos para comprar y consumir drogas, principalmente Ritalin y sustancias similares. No obstante, Graham nunca se involucró en actos violentos, pagaba el alquiler con regularidad y jugaba al baloncesto con los jóvenes de la zona; vivía de su pensión de discapacidad, y sus amigos y vecinos lo describían como un hombre amable.

## Exposición
Durante el verano de 1987, vecinos se quejaron con el propietario del complejo por un olor fétido que provenía del apartamento de Graham. Luego de varias advertencias, de las que Graham hizo caso omiso, el 9 de agosto el propietario le exigió que desalojara el inmueble. Puesto que Graham se opuso a que nadie entrara, selló la puerta con tablas, antes de recoger sus objetos personales y huir por la escalera de incendios. El propietario llamó a la policía después de darse cuenta de que no podía entrar; los oficiales derribaron la puerta, solo para encontrar el cadáver desnudo de una mujer afroamericana y el cadáver parcialmente vestido de otra, rastros de sangre, drogas, además de una capa de basura de 40 centímetros de altura, una pila de colchones sucios e incluso un esqueleto. En el armario también encontraron más restos óseos envueltos en una sábana. Al registrar el techo, los investigadores encontraron una bolsa de lona verde con los huesos de manos, pies y piernas de otra víctima en su interior, mientras que en el sótano se halló un cráneo, una caja torácica y un hueso de la pelvis pertenecientes a una séptima víctima. Debido a que todos los cuerpos, excepto dos, estaban en grave estado de descomposición, a la policía le resultó difícil determinar las causas de muerte; para los otros dos cuerpos se determinó que la causa de muerte fue estrangulamiento. Graham se incluyó en una lista de personas buscadas, y en el transcurso de la siguiente semana hubo reportes de haber sido visto en el transporte público, en restaurantes de comida rápida, en refugios para indigentes y en un lavado de autos, pero evitó ser arrestado en todas las ocasiones. El 17 de agosto, Graham rastreó a su madre, quien, después mucha persuasión, le convenció para que se entregara, tras lo cual llamó a la policía, siendo finalmente arrestado ese mismo día a 10 manzanas del apartamento. Fue llevado a la estación de policía, donde confesó de inmediato todos los asesinatos.
En su confesión, explicó que había estrangulado a las siete mujeres luego de compartir drogas con ellas durante relaciones sexuales. Según su declaración, cometió el primer asesinato a finales de 1986, y mató a una de las víctimas únicamente porque descubrió uno de los cuerpos. Un examen forense confirmó parcialmente su testimonio, concluyendo que las dos últimas víctimas habían sido estranguladas 10 días antes del descubrimiento, mientras que las otras cinco llevaban muertas entre seis y doce meses. Posteriormente, las víctimas fueron identificadas como: Cynthia Brooks, de 27 años; Valerie Jamison, de 25 años, Mary Jeter Mathis, de 36 años; Barbara Mahoney, de 22 años; Robin DeShazor, de 29 años; Sandra Garvin, de 33 años; y Patricia Franklin, de 24 años. Durante la investigación se estableció que DeShazor había sido novia de Graham durante mucho tiempo. La madre de Graham le dijo a la policía que en 1981, tras una discusión con su hijo, visitó el apartamento de este, donde vivía DeShazor, y los vio consumiendo drogas juntos; un conocido de Graham también declaró haberlo visto golpeando a DeShazor en 1984.

## Juicio y encarcelamiento
El juicio de Harrison Graham comenzó el 7 de marzo de 1988. Al principio se negó a un juicio con jurado durante las audiencias preliminares, ya que admitió plenamente su culpabilidad. Mientras que la oficina del fiscal exigió la pena de muerte, el abogado de Graham, Joel Moldowski, solicitó una sentencia menos severa para su cliente. Según Moldowski, como consecuencia de su discapacidad intelectual y desarrollo psicológico, Graham era incapaz de diferenciar el bien del mal, y combinado con el fuerte abuso de drogas, le hacía actuar por impulso y sin ningún autocontrol. En el transcurso de los procedimientos, Graham parecía estar completamente calmado. El 28 de abril de 1988, Graham fue declarado culpable de todos los cargos, por los que recibió seis penas de muerte y una cadena perpetua. Como indulgencia para Graham, el tribunal dictaminó de que las penas de muerte solo se llevaran a cabo después de cumplir su cadena perpetua, lo que significa que nunca será ejecutado. Al finalizar el juicio, Graham le pidió a su abogado que le devolviera su muñeco del Monstruo Comegalletas, que fue incautado tras su arresto; había estado apegado al muñeco por años, pues fue uno de los pocos objetos que se llevó luego de escapar de su apartamento.

## Víctimas
| Nombre            | Edad | Fecha de muerte |
| ----------------- | ---- | --------------- |
| Cynthia Brooks    | 27   | approx. 1986    |
| Valerie Jamison   | 25   | approx. 1986    |
| Mary Jeter Mathis | 36   | approx. 1986    |
| Barbara Mahoney   | 22   | approx. 1986    |
| Robin DeShazor    | 29   | approx. 1986    |
| Sandra Garvin     | 33   | approx. 1986    |
| Patricia Franklin | 24   | approx. 1986    |